# MacGregor (Manitoba)
Pour les articles homonymes, voir MacGregor.
MacGregor est une localité désignée du Manitoba  située dans la municipalité  de North Norfolk est bordée au nord par la Route Transcanadienne. Sa population s'établit à 921 personnes en 2006. MacGregor est située à 130 km à l'ouest de Winnipeg et à 90 km au l'est de Brandon.

## Démographie
| 2001 | 2006 | 2011 | 2016 |
| ---- | ---- | ---- | ---- |
| 882  | 921  | 963  | 973  |

## Référence
- (en) Cet article est partiellement ou en totalité issu de l’article de Wikipédia en anglais intitulé « MacGregor, Manitoba » (voir la liste des auteurs).

1. ↑  « Statistique Canada - Profils des communautés de 2006 -    MacGregor » (consulté le 6 juin 2020)
2. ↑  « Statistique Canada - Profils des communautés de 2016 -   MacGregor » (consulté le 3 juin 2020)